# Újvároska
Újvároska (más néven Lipótvár, szlovákul Leopoldov, korábban csehül Městěčko / Leopold Mestičko, németül Leopoldstadt vagy Leopold-Neustadt) város Szlovákiában, a Nagyszombati kerületben, a Galgóci járásban.

## Fekvése
Galgóctól 4 km-re, északnyugatra fekszik.

## Története
A település régi nevét a mellette fekvő „Lipótvár” (Leopoldstadt) erődről kapta, mellyel története is szorosan összefügg. A vár keletkezése a 17. század második felének súlyos katonai helyzetével kapcsolatos, mely sürgős intézkedéseket követelt I. Lipót császártól, hogy az egyre növekvő török terjeszkedést megállítsa és megvédje a falvakat a török pusztításaitól. A császár és a haditanács új, korszerű erődítmény építését határozta el azon a területen, melyet a kincstár galgóci nemesektől vásárolt meg. Az építést a császár megbízásából Léva parancsnoka, Jean-Louis Raduit de Souches generális irányította, a vár első parancsnokául pedig Johann N. Rith ezredest, De Souches egyik tisztjét nevezte ki. Lipótvár 3000 ember megfeszített munkájával mindössze öt év alatt, 1665 és 1669 között épült fel, ezzel Közép-Európa akkori legmodernebb és egyik legszilárdabb erődítménye jött létre. A várnak hadi szerepe azonban később mégsem a török ellen, hanem a kuruc háborúk során volt. Az 1848–49-es szabadságharc idején a magyarok kezére került, de 1849. február 2-án őrsége kapitulált a túlerőben lévő császári csapatok előtt. Ezután komoly császári erők állomásoztak benne. Később jelentősége megszűnt, a 19. század második felében előbb katonai raktárként szolgált, majd 1855-ben a Bach-rendszer börtönné építtette át, és a mai napig is börtönként működik.
A vár építésével egyidejűleg a császár döntött egy, a közelében építendő és nevét viselő város megalapításáról is. Ennek felépítéséhez két korábbi falu, Veresvár és Újfalu területét használták fel. Az építés 1665-ben kezdődött, első lakói bajor és morva kézművesek voltak, akik a vár építésénél dolgoztak. A település magyarul az Újvároska, latinul a „Neistadtad penes Praesidium Leopoldopolienes” nevet kapta. Lakói szolgálataikért számos kiváltságban részesültek, melyeket a császár 1712-ben megerősített. A kiváltságokat később vámmentességgel, valamint vásár és hetipiac tartási joggal bővítették. Az első országos vásárt 1713. január 17-én tartották. A 17. századtól a város többször szenvedett árvíz és tűzvész pusztításaitól. Az első nagyobb tűzvészt 1683-ban szenvedte el a település, amikor Henrich Kielmansegg lipótvári kapitány gyújtatta fel katonáival, hogy az ne kerüljön a Bécs ellen vonuló török sereg kezére. Ebben megsemmisült a jezsuiták 1671-ben épített temploma is. 1693-ban helyette új katolikus templom épült, amely 1813-ban az árvízben szenvedett súlyos károkat. A következő csapás 1848-ban érte a várost, amikor a vár helyőrsége Hurban szabadcsapatai előtt gyújtotta fel azt. A város plébániáját 1775-ben alapították, anyakönyveit 1739-től vezetik. A Pozsony–Zsolna-vasútvonal megépülése után a város jelentősége ismét megnőtt.
Fényes Elek szerint „Ujvároska (Leopold Mestitsko), Nyitra m. tót m.v. Leopoldvár mellett: 397 kath. lak. Kath. paroch. templom, sok urasági épületekkel, majorsággal és téglavetővel. F. u. gróf Erdődy Józsefné. Ut. p. Galgócz.”
Nyitra vármegye monográfiája szerint „Ujvároska, tót község a Vág jobb partján, 577 r. kath. lakossal. Posta, táviró és vasuti állomása Lipótvár. A község 1664-ben II. Lipót alatt keletkezett és a lipótvári vár épitése körül alkalmazott munkások voltak első lakói. A községházán máig is őrzik azokat a szabadalmi leveleket, melyek Ujvároskát a mezővárosok, lakóit pedig a szabad polgárok közé emelik. Ez időből maradt fenna a község piaczán álló és 1669. évszámmal ellátott emlékoszlop is. Kath. temploma 1710-ben épült. Kegyura a gróf Erdődy-család. A község 1848-ban sokat szenvedett a közeli Lipótvár körüli harczok miatt, sőt ez alkalommal az egész falu porrá égett.”
A trianoni békeszerződésig Nyitra vármegye Galgóci járásához tartozott.

## Népessége
| Év:            | 1994. | 2004.   | 2014.   | 2024.   |
| -------------- | ----- | ------- | ------- | ------- |
| Emberek száma: | 4009  | 4092    | 4143    | 3873    |
| Eltérés:       |       | +2,07 % | +1,24 % | -6,51 % |

| Év:            | 2023. | 2024.   |
| -------------- | ----- | ------- |
| Emberek száma: | 3907  | 3873    |
| Eltérés:       |       | -0,87 % |

1880-ban 539 lakosából 27 magyar és 445 szlovák anyanyelvű volt.
Lipótvár 655 lakosából 258 magyar, 186 szlovák, 59 német, 62 cigány, 60 szerbhorvát és 2 ruszin anyanyelvű volt. Ebből 415 római katolikus, 120 görög keleti, 50 evangélikus, 48 református, 18 izraelita és 2 görög katolikus vallású volt.
1890-ben 577 lakosából 21 magyar és 530 szlovák anyanyelvű volt.
1900-ban 759 lakosából 149 magyar és 574 szlovák anyanyelvű volt.
1910-ben 1881 lakosából 910 magyar, 892 szlovák és 48 német anyanyelvű volt. Ebből 1649 római katolikus, 106 református, 60 evangélikus, 44 izraelita és 22 görög katolikus vallású volt.
1921-ben 2072 lakosából 180 magyar és 1793 csehszlovák volt.
1930-ban 2675 lakosából 61 magyar és 2383 csehszlovák volt.
1991-ben 3826 lakosából 12 magyar és 3765 szlovák volt.
2001-ben 3999 lakosából 7 magyar és 3939 szlovák volt.
2011-ben 4162 lakosából 4 magyar és 3944 szlovák.

## Neves személyek
- Itt született 1709-ben idősebb Brunswick Antal Bihar vármegye főispánja.
- Itt született 1870-ben Tauffer Emil orvos, kórházigazgató, a budapesti irgalmas szerzetbeli kórháznak rendelő főorvosa.
- Itt született 1894-ben Gáthy Zoltán magyar építészmérnök, Dorog arculatának egyik legfőbb kialakítója.
- Itt született 1922-ben Viliam Karmažin szlovák zeneszerző, karmester.
- Itt raboskodott Hadik János evangélikus lelkész.
- Itt raboskodott Steller Tamás evangélikus tanár és lelkész volt.
- Itt raboskodott Czelder Orbán kuruc katona, brigadéros.
- Itt raboskodott Mesterházy István a szabadságharc honvédezredese.
- Itt raboskodott Mihalovics József bíboros, zágrábi érsek.
- Itt raboskodott Sisa Pista juhász, nógrádi betyár, később vadőr.
- Itt raboskodott és hunyt el 1954-ben Rudolf Beran csehszlovák politikus, miniszterelnök.
- Itt raboskodott és hunyt el 1960-ban Pavol Peter Gojdič boldoggá avatott szlovák bazilita szerzetes, eperjesi görögkatolikus püspök, aki mártíromságot szenvedett a csehszlovák kommunista rezsim alatt.
- Itt raboskodott Burián László magyar katolikus pap.
- Itt tölti büntetését Ondrej Rigo Csehszlovákia illetve Szlovákia legismertebb sorozatgyilkosa.
- Ordódy Kálmán volt az 1848-49-es szabadságharc alatt a vár parancsnoka, de rövid tárgyalás után feladta azt.
- Mednyánszky László volt a szabadságharc alatt a vár erődítési parancsnoka.
- Itt szolgált Pirolt János Jézus-társasági áldozópap és hitszónok.
- Itt szolgált és hunyt el Vahl Ferenc Jézus-társaságbeli áldozópap és tanár.
- Itt szolgált és hunyt el Szentiványi Károly császári-királyi ezredes, a Katonai Mária Terézia-rend lovagkeresztese, 1819 júliusától Lipótvár erődjének parancsnoka.
- Itt szolgált Kubicza Vince (1811-1872) római katolikus plébános.
- Itt szolgált Simonyi Ernő országgyűlési képviselő.
- Itt szolgált Tauffer Emil fegyházigazgató, magyar börtönügyi szakíró.
- Itt szolgált Sedivy László nyitrai református lelkész, embermentő.
- Itt hunyt el 1737-ben Tamási Miklós Jézus-társasági áldozópap.

## Nevezetességei
- A várostól keletre található Lipótvár erődítménye, mely Palma Nouva olasz hadmérnök tervei alapján 1665 és 1669 között épült. A hat olaszbástyával megerősített vár korának egyik legkorszerűbb erődítménye volt. 1855-ben börtönné építették át és mai is akként szolgál.
- Loyolai Szent Ignác tiszteletére szentelt, római katolikus temploma 1693-ban épült a korábbi, 1671-ben épített és 1683-ban leégett jezsuita templom helyett. 1728-ban tűzvész pusztította, de 1803-ban újjáépítették. 1813-ban a Vág árvize nagy károkat okozott benne. 1848-ban a tornya égett le, amikor Lipótvár magyar helyőrsége felgyújtotta a várost. 1863-ban új tornyot építettek hozzá.
- A templom előtt álló rokokó Mária-oszlop 18. századi.
- A Vágon átívelő kőhidat a várral egyidőben, 1665 és 1669 között építették.
- A három méter magas reneszánsz szégyenoszlop 1678-ban készült. Itt hajtották végre a városi tanács által kiszabott kisebb büntetéseket.

## Külső hivatkozások
- Hivatalos oldal
- E-obce.sk Archiválva 2009. augusztus 13-i dátummal a Wayback Machine-ben
- Községinfó
- Újvároska Szlovákia térképén[halott link]